# Gustaf Adolf Pettersson
Gustaf Adolf Pettersson, född 7 februari 1840 i Göteborg, död 19 maj 1914 i Göteborg, var en svensk orgelbyggare i Göteborg.

## Biografi
Pettersson lärde sig först att arbeta som snickare. Men fick också undervisning av sin far, snickaren och orgelbyggaren Adolf Fredrik Pettersson, Göteborg.  Mellan åren 1862 och 1868 var han elev hos Marcussen & Søn, Danmark. 1872 blev han orgelbyggare i Göteborg där han tillverkade harmonium och orglar. Han hade hand om orgelvården för de orglar Marcussen & Søn byggde i Göteborgs stift. När han dog 1861 tog sonen Olof Hammarberg över företaget.

## Lista över orglar
- 1860 - Spekeröds kyrka (tillsammans med Adolf Fredrik Pettersson)